# Dunquin
Dunquin é uma vila localizada na extremidade ocidental da península de Dingle, no condado de Kerry, na Irlanda. A vila tem uma vista privilegiada das ilhas Blasket, que abrigam uma rica herança cultural e natural. Dunquin é o ponto mais ocidental da Irlanda e da Eurásia, com exceção da Islândia. O nome Dunquin deriva do irlandês Dún Chaoin, que significa "forte ou fortaleza de Caon". 
A vila é uma área de língua irlandesa, onde se mantém viva a cultura e a tradição gaélica. O museu da vila narra a história das ilhas Blasket e dos seus habitantes, entre eles escritores renomados como Peig Sayers, Tomás Ó Criomhthain e Muiris Ó Súilleabháin. Dunquin também se destaca por suas paisagens, com falésias e praias que atraem muitos turistas.
Dunquin foi palco de algumas cenas do filme A Filha de Ryan, de 1970, baseado no roteiro de Robert Bolt e dirigido por David Lean. O filme contribuiu para revitalizar a economia local e o turismo na região.[carece de fontes?]

## CAMRA
Dunquin também foi o berço da Campaign for Real Ale [en] (CAMRA), uma organização britânica que promove as cervejas artesanais e tradicionais.